# Cộng hòa Xã hội chủ nghĩa Xô viết tự trị Moldavia
Cộng hòa Xã hội chủ nghĩa Xô viết tự trị Moldavia (tiếng Romania: Република Аутономэ Советикэ Cочиалистэ Молдовеняскэ, tiếng Romania: Republica Autonomă Sovietică Socialistă Moldovenească) gọi tắt là Moldova tự trị Xô viết là cộng hòa tự trị của Liên Xô, một phần của Cộng hòa Xã hội chủ nghĩa Xô viết Ukraina, nằm giữa sông Transnistria và Nam Bug.
Trong Nội chiến Nga, nó đã đổi chủ nhiều lần giữa Đỏ, Trắng và Cossacks. Sau chiến thắng của Hồng quân năm 1920, nó trở thành một phần của Cộng hòa Xã hội chủ nghĩa Xô viết Ukraina. Vào ngày 7 tháng 3 năm 1924, vùng tự trị Moldavia được thành lập. Nó được nâng cấp thành Cộng hòa Xã hội chủ nghĩa Xô Viết tự trị vào ngày 12 tháng 10 năm 1924. Vào ngày 2 tháng 8 năm 1940, Cộng hòa tự trị xã hội chủ nghĩa Xô viết của Liên Xô đã bị rút. 6 vùng phía tây của Cộng hòa tự trị cũ và 6 quận hoàn chỉnh và 3 vùng nhỏ của Bessarabia đã được thành lập thành Cộng hòa Xã hội chủ nghĩa Xô viết Moldova, phần còn lại thuộc Ukraina.

## Lịch sử
Cộng hòa Xã hội chủ nghĩa Xô viết tự trị Moldavia được thành lập bên trong Ukraina Xô viết, vào ngày 12 tháng 10 năm 1924.

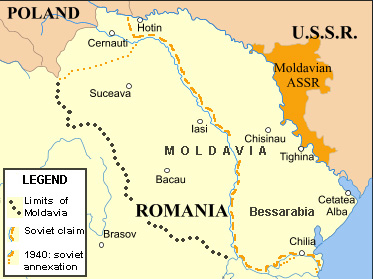
România, và phía đông của nó, ASSR của người Moldova ở Liên Xô

Khu vực này nhanh chóng được công nghiệp hóa, và vì thiếu lực lượng lao động có trình độ, một cuộc di cư đáng kể từ các nước cộng hòa Xô Viết khác đã xảy ra, chủ yếu là người Ukraina và Nga. Cụ thể, vào năm 1928, trong số 14.300 công nhân công nghiệp chỉ có khoảng 600 người là người Moldova.
Năm 1925 MASSR sống sót sau nạn đói.
Vào tháng 12 năm 1927, Time đã báo cáo một số cuộc nổi dậy chống Liên Xô giữa nông dân và công nhân nhà máy ở Tiraspol và các thành phố khác (Mogilev-Podolskiy, Kamyanets-Podolskiy) ở phía nam Ukraina Xô viết. Quân đội từ Moskva đã được gửi đến khu vực và đàn áp tình trạng bất ổn, dẫn đến khoảng 4000 người chết. Cuộc nổi dậy vào thời điểm đó bị báo chí chính thức của Kremlin phủ nhận.
Sưu tầm trong MASSR thậm chí còn nhanh hơn so với ở Ukraine và được báo cáo là hoàn thành vào mùa hè năm 1931. Điều này đi kèm với việc trục xuất khoảng 2.000 gia đình đến Kazakhstan.
Vào năm 1932–1933, một nạn đói khác, được gọi là Holodomor ở Ukraine, đã xảy ra, với hàng chục ngàn nông dân chết vì đói. Trong nạn đói, hàng ngàn cư dân đã cố gắng trốn thoát khỏi Dniester, bất chấp nguy cơ bị bắn. Vụ việc đáng chú ý nhất xảy ra gần làng Olănești vào ngày 23 tháng 2 năm 1932, khi 40 người bị bắn. Điều này đã được báo cáo trên các tờ báo châu Âu bởi những người sống sót. Phía Liên Xô đã báo cáo đây là một lối thoát của các yếu tố "kulak bị lật đổ bởi tuyên truyền của România".
Vào ngày 30 tháng 10 năm 1930, từ một phòng thu ngẫu hứng ở Tiraspol, bắt đầu phát sóng bằng tiếng România một đài phát thanh Liên Xô có công suất 4 kW với mục đích chính là tuyên truyền chống România cho Bessarabia giữa Prut và Dniester. Trong bối cảnh một đài phát thanh mới, M. Gorky, được xây dựng vào năm 1936 tại Tiraspol, cho phép phủ sóng rộng hơn về lãnh thổ của Moldova, phát thanh viên nhà nước România bắt đầu vào năm 1937 xây dựng Radio Basarabia, để chống lại tuyên truyền của Liên Xô.

## Người đứng đầu chính phủ
Revkom
- October 1924 – April 1925 Griogriy Stary (also Borisov)

Chính ủy Liên Xô
- ngày 25 tháng 4 năm 1925 – May 1926 Aleksey Stroyev
- May 1926 – 1928 Griogriy Stary
- 1928 – April 1932 Sergei Dmitriu
- April 1932 – June 1937 Griogriy Stary (arrested ngày 22 tháng 6 năm 1937)
- July 1938 – ? Fyodor Brovko
- February 1939 Georgiy Streshny

## Chủ tịch Hội đồng
Ban chấp hành Trung ương
- ngày 25 tháng 4 năm 1925 – May 1926 Griogriy Stary
- May 1926 – May 1937 Yevstafiy Voronovich (shot in 1937)
- May 1937 – July 1938 Georgiy Streshny (acting)

Supreme Council
- July 1938 – 1940 Tikhon Konstantinov